# Super Basketball
Super Basketball (スーパー・パスケツトボール) es un juego de deportes lanzado por Konami en 1984 para arcade. Es el primer juego arcade de baloncesto de la compañía, el siguiente fue Double Dribble.
El juego usó los mismos pinouts que la mayoría de los otros juegos verticales de la compañía en ese tiempo, como Scramble, Time Pilot, etc.

## Jugabilidad
En Super Basketball el jugador controla a un equipo de baloncesto que comenzará con un cierto puntaje y tiene que superar las puntuación del equipo rival controlado por la IA antes de que se acabe el tiempo para ganar y avanzar en el campeonato. Se puede conseguir tiempo anotando ya sea de tiro corto, libre, largo o de clavada. Al jugador le restarán segundos si comete una falta o si la pelota sale de la cancha. El nivel de dificultad aumentará a medida que el jugador supera los equipos. También habrá nivel de bonus que consiste en tirar una gran cantidad de pelotas en la cesta para sumar puntos.

### Equipos
Esta es una lista de los equipos rivales y sus puntajes a superar. El jugador siempre comenzará con 70 puntos.
- Equipo: Junior High School
  - Puntaje a batir: 78
- Equipo: High School
  - Puntaje a batir: 82
- Equipo: College
  - Puntaje a batir: 86
- Equipo: University
  - Puntaje a batir: 90
- Equipo: Japan National 
  - Puntaje a batir: 94
- Equipo: USA National
  - Puntaje a batir: 98
- Equipo: USSR National
  - Puntaje a batir: 102
- Equipo: Pro
  - Puntaje a batir: 106
- Equipo: Pro Champion
  - Puntaje a batir: 110
- Equipo: World Champion
  - Puntaje a batir: 114

Cuando se haya superado 114 puntos contra el equipo "World Champion" se volverá a jugar contra el mismo equipo infinita cantidad de veces, incrementando la dificultad ya que aumenta el puntaje que hay que superar.

## Puntaje más alto
El puntaje más alto de este juego lo obtuvo el jugador Jeff Funk el 27 de junio de 1987 con un total de 7.525.960 puntos.